# Vejen Station
Vejen Station er en dansk jernbanestation i stationsbyen Vejen i Sydjylland. Stationen ligger på Lunderskov-Esbjerg-banen.
Vejen Station har to spor, 1 og 2. Det gamle spor 1 nærmest ved stationsbygningen er nedlagt, men der er plads til, at der igen kan anlægges et spor med togtrafik. Der er en tunnel under banen med trapper og elevator til stationens to spor, hvorfra InterCity- og Regionaltog afgår flere gange i timen. Der er to skærme med informationer om afgange og togtrafikken på strækningen.
Vejen rutebilstation ligger klos op ad jernbanestationen med direkte adgang til det nedlagte spor 1. Fra rutebilstationen udgår flere ruter til Syd- og Sønderjylland samt Vejen Bybus.

## Historie
Stationen blev åbnet 3. oktober 1874 sammen med strækningen Lunderskov-Esbjerg-Varde. 25. august 1917 blev Vejen Station knudepunkt, da Troldhede-Kolding-Vejen Jernbane (TKVJ) blev åbnet med hovedstrækningen Troldhede-Kolding og sidebanen Gesten-Vejen. Ved den lejlighed blev den oprindelige stationsbygning fra 1874 erstattet af den nuværende, tegnet af Heinrich Wenck. Troldhedebanens spor endte blindt øst for stationsbygningen, og her opførte banen et mindre maskindepot med remise og kulgård.
Sidebanen Gesten-Vejen blev nedlagt allerede 1. april 1951, resten af Troldhedebanen først 31. marts 1968. I 1962 fik FDB's centrallager et firmaspor, der stort set fulgte Troldhedebanens tracé. Dette spor er nu taget op, men tracéet er bevaret på de 1½ km til centrallageret, der nu hedder Coop Region Syd, Vejen Tørvarecenter.
I 1992 blev stationsbygningen og signalhuset i stationens vestlige ende fredet, så der ikke kan foretages ændringer på bygningen udvendigt. Fredningen omfatter også det gamle centralapparat fra 1918.